# 1766 en droit
Cet article présente les faits marquants de l'année 1766 en droit.

## Événements
- 18 mars : abrogation du Stamp Act par le Parlement britannique grâce à l'action de Benjamin Franklin. Le Declaratory Act affirme que le Parlement britannique a tout pouvoir pour imposer ses lois aux colonies et à la population américaines[1].

- 23 mars, Espagne  : début du Motín de Esquilache, émeute populaire et xénophobe qui conduit au renvoi du ministre sicilien (il avait voulu, pour assurer la sécurité à Madrid, interdire le port du chapeau à large bord et de la grande cape)[2].

- 9 avril, Russie : Beardé de L’Abbaye, docteur en droit d’Aix-la-Chapelle, remporte le prix sur la question proposée par la Société libre d’économie politique de Saint-Pétersbourg sur la suppression du servage et ses conséquences. Le concours, organisé à l’instigation secrète de Catherine II de Russie reçoit 160 mémoires[3].

- 2 mai, Espagne : ordonnance pour la répartition des communaux entre les paysans pauvres en Estrémadure, mesure étendue plus tard à l'Andalousie et à la Manche[4].

- 1er juin : décret de création de la Casa de Correcciôn de San Fernando près de Madrid, à la suite des émeutes. L’hôpital offre du travail aux mendiants et aux prostituées chassés de la ville[5].

- 10 novembre, New Jersey : charte de fondation de Queen's College, future université Rutgers[6].

- 25 novembre : à la Diète de Pologne, ouverte le 6 octobre, le chancelier Andrzej Zamoyski propose la limitation du liberum veto[7]. En réaction, les magnats conservateurs forment la confédération de Radom (24 mai 1767) qui sollicite l’aide de la Russie et de la Prusse et exige le rétablissement de la constitution traditionnelle. Le roi résiste et l’armée russe encercle la Diète suivante. Sans armée, Stanislas Poniatowski cède et renvoie la « confédération » qui l’appuyait. L’envoyé de la tsarine, le prince Repnine soulève alors le problème des « dissidents », les protestants et les orthodoxes qui ont été privés de leurs droits au XVIIe siècle et en exige la restitution. La Diète refuse. Les Russes interviennent malgré tout et font pression pour obtenir la convocation d’une nouvelle Diète (5 octobre 1767-5 mars 1768). Deux évêques et l’hetman sont déportés et l'assemblée ne se réunit pas pendant quatre ans. Une « délégation » de la Diète qui siège dans l’intervalle des sessions capitule et accepte le respect des lois fondamentales : liberum veto, liberté des élections, droit exclusif de la noblesse d'exercer des charges d’État et de posséder des domaines fonciers, droit de refuser obéissance au roi qui violerait la Constitution, confirmation du pouvoir seigneurial sur les paysans. Moyennant quoi les restrictions aux droits sont abolies pour les dissidents[8].

- 14 décembre : manifeste impérial appelant à l’élection d’une assemblée pour réformer la législation en Russie[9].
- 25 décembre : le Codex Theresianus, projet de code civil en Autriche, est présenté à l’Impératrice Marie-Thérèse. Il est rejeté par le Conseil d’État et n’est pas promulgué[10].

## Naissances
- 4 novembre : Christian Gottlieb Haubold, jurisconsulte allemand († 14 mars 1824).